# Hexisopus swarti
Hexisopus swarti är en spindeldjursart som beskrevs av Karsch 1879. Hexisopus swarti ingår i släktet Hexisopus och familjen Hexisopodidae. Inga underarter finns listade i Catalogue of Life.